# Јаков Посник
Свети Јаков Посник је хришћански светитељ. Живео је седамдесет и пет година у VI веку. Подвизавао се у близини Феничанског града Порфириона. Када се замонашио, у пустињи је провео петнаест година. У хришћанској традицији се спомиње да се толико усавршио у хришћанском животу, да је молитвом лечио и најтеже болеснике.
Једном су његови противници послали проститутку код њега, која га је наводила на „грех“. Кад је видео да ће згрешити, Јаков је, по црквеном предању, ставио леву руку у ватру и држао је у њој док се није опрљила. Када је жена видела то, уплашила се, покајала се и променила свој живот. Потом, када су му, према црквеном предању, неки људи довели своју луду ћерку да је исцели од лудила, згрешио је с њом, а онда, да би сакрио „грех“, убио ју је и бацио у реку.
Потом је Јаков провео десет година као покајник живећи у једноме гробу. У хришћанској традицији се помиње да је сазнао да му је Бог опростио по томе, што једном по његовој молитви пала киша за време велике суше.
Циљ злих духова је бацити светог човека у телесни грех да би тако изгубио дарове исцељења и чудотворства“.
Православна црква прославља светог Јакова Посника 4. марта по јулијанском календару, односно 17. марта по григоријанском календару.